# Carles Castillo Rosique
Carles Castillo Rosique (Tarragona, 1975) és un advocat i polític català, diputat al Parlament de Catalunya en l'onzena, dotzena i tretzena legislatures.
Els seus pares són originaris de Cartagena. Es llicencià en dret a la Universitat Autònoma de Barcelona, especialitzat en dret d'empresa i en dret urbanístic, i ha treballat pel despatx Kesse Advocats de Tarragona, del que n'és soci. Durant la seva etapa d'estudiant fou membre del secretariat d'estudiants de la Universitat Rovira i Virgili per l'AJEC.
Entre 1999 i 2004 fou primer secretari de la Joventut Socialista de Catalunya a les comarques de Tarragona. A les eleccions municipals espanyoles de 2003, 2007, 2011 i 2015 fou escollit conseller de Tarragona. Fou conseller de Seguretat Ciutadana, Mobilitat i Llicències (2007-2011) i tinent d'alcalde responsable de Seguretat Ciutadana i Urbanisme (2011-2015). Fou elegit diputat a les eleccions al Parlament de Catalunya de 2015 i a les de 2017. És membre i impulsor d'un corrent intern catalanista del PSC que es diu Juliol del 78 i va ser part del corrent Roj@s del PSOE que demanava un gir a l'esquerra de la formació estatal.
L'1 de setembre de 2020 anuncià que es donava de baixa de la seva militància al PSC tot i mantenir-se com a diputat al Parlament de Catalunya però al grup mixt. D'entre els motius, exposà el seu desacord amb el fet que el PSOE mantingués el seu suport a la monarquia tot i els casos de corrupció d'aquesta última, o que es trobés amb el complex de la formació política davant les seves visites als presos polítics catalans com Oriol Junqueras. El dia 3 comunicà que també deixaria l'escó que mantenia durant la següent sessió plenària del Parlament.
Castillo tornà al Parlament després de les eleccions de 2021, en què es presentà com a número 4 de a llista d'ERC per Tarragona.